# بين برونسون
بين برونسون (بالإنجليزية: Ben Bronson)‏ هو لاعب كرة قدم أمريكية أمريكي، ولد في 9 سبتمبر 1972 في جاسبر في الولايات المتحدة.

## وصلات خارجية
- بين برونسون على موقع مرجع كرة القدم المحترفة.كوم (الإنجليزية)
- بين برونسون على موقع كلية كرة القدم في سبورتس رفرنس.كوم (الإنجليزية)